# Foncegrive
Foncegrive est une commune française située dans le département de la Côte-d'Or, en région Bourgogne-Franche-Comté.

## Toponymie
Le nom de Foncegrive est issu du latin fons sacriva signifiant source sacrée et qui désigne un ancien lieu de culte païen. On retrouve la même étymologie pour le nom du hameau de Fonsegrives dans la commune de Quint-Fonsegrives en Haute-Garonne.

## Géographie
Commune située sur la Venelle.

### Climat
Pour des articles plus généraux, voir Climat de la Bourgogne-Franche-Comté et Climat de la Côte-d'Or.
En 2010, le climat de la commune est de type climat des marges montargnardes, selon une étude du Centre national de la recherche scientifique s'appuyant sur une série de données couvrant la période 1971-2000. En 2020, Météo-France publie une typologie des climats de la France métropolitaine dans laquelle la commune est exposée à un climat océanique altéré et est dans la région climatique  Lorraine, plateau de Langres, Morvan, caractérisée par un hiver rude (1,5 °C), des vents modérés et des brouillards fréquents en automne et hiver. 
Pour la période 1971-2000, la température annuelle moyenne est de 10,1 °C, avec une amplitude thermique annuelle de 17,4 °C. Le cumul annuel moyen de précipitations est de 949 mm, avec 13,2 jours de précipitations en janvier et 8,8 jours en juillet. Pour la période 1991-2020, la température moyenne annuelle observée sur la station météorologique de Météo-France la plus proche, « Auberive_sapc », sur la commune d'Auberive à 21 km à vol d'oiseau, est de 9,7 °C et le cumul annuel moyen de précipitations est de 943,1 mm,. Pour l'avenir, les paramètres climatiques de la commune estimés pour 2050 selon différents scénarios d'émission de gaz à effet de serre sont consultables sur un site dédié publié par Météo-France en novembre 2022.

## Urbanisme

### Typologie
Au 1er janvier 2024, Foncegrive est catégorisée commune rurale à habitat très dispersé, selon la nouvelle grille communale de densité à 7 niveaux définie par l'Insee en 2022.
Elle est située hors unité urbaine. Par ailleurs la commune fait partie de l'aire d'attraction de Dijon, dont elle est une commune de la couronne,. Cette aire, qui regroupe 333 communes, est catégorisée dans les aires de 200 000 à moins de 700 000 habitants,.

### Occupation des sols
L'occupation des sols de la commune, telle qu'elle ressort de la base de données européenne d’occupation biophysique des sols Corine Land Cover (CLC), est marquée par l'importance des forêts et milieux semi-naturels (76,7 % en 2018), une proportion identique à celle de 1990 (76,7 %). La répartition détaillée en 2018 est la suivante : forêts (76,7 %), terres arables (11,2 %), prairies (9,1 %), zones urbanisées (2,8 %), zones agricoles hétérogènes (0,3 %). L'évolution de l’occupation des sols de la commune et de ses infrastructures peut être observée sur les différentes représentations cartographiques du territoire : la carte de Cassini (XVIIIe siècle), la carte d'état-major (1820-1866) et les cartes ou photos aériennes de l'IGN pour la période actuelle (1950 à aujourd'hui).

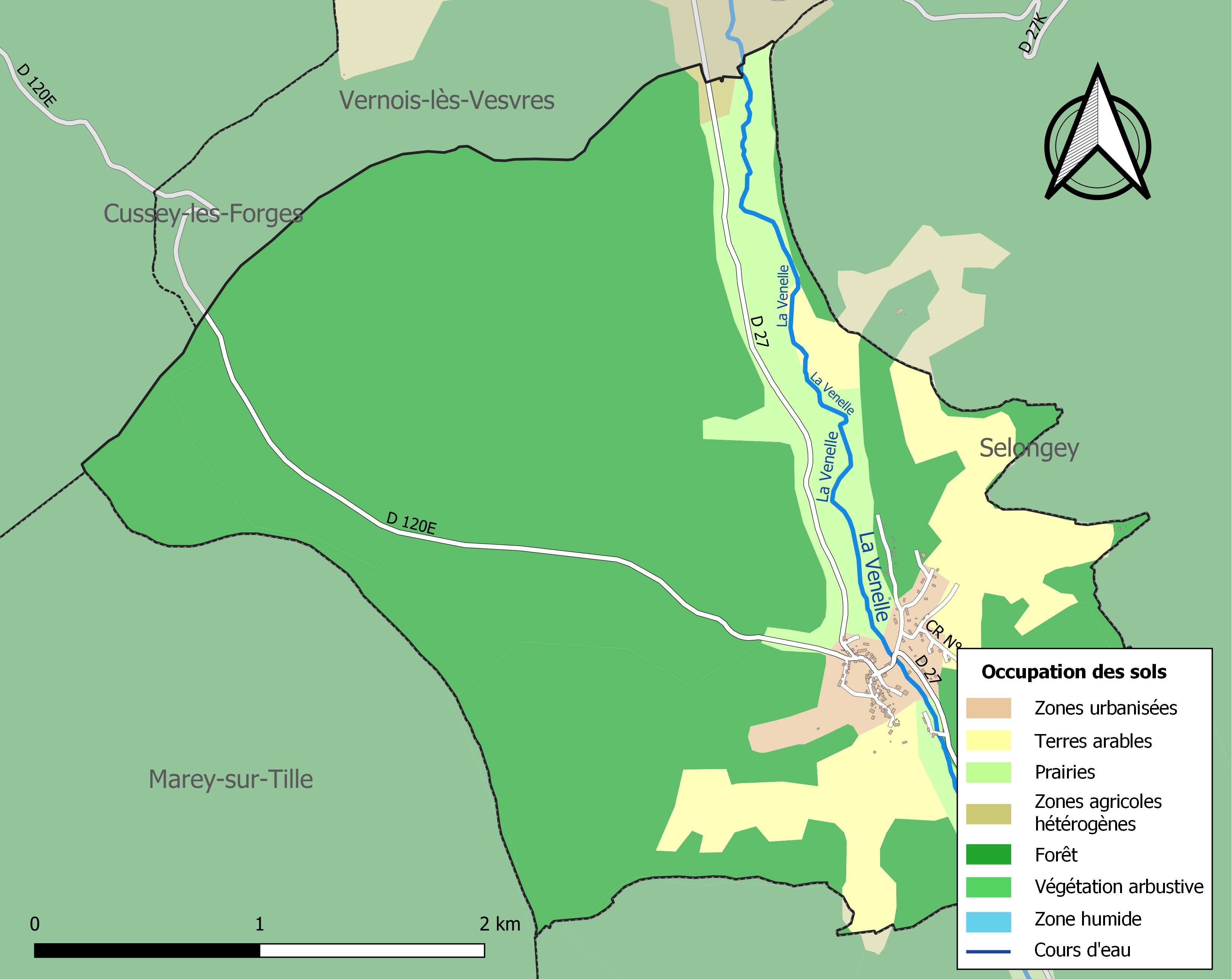
Carte des infrastructures et de l'occupation des sols de la commune en 2018 (CLC).

## Politique et administration
| Période                                  | Période   | Identité       | Étiquette | Qualité |
| ---------------------------------------- | --------- | -------------- | --------- | ------- |
| avant 1981                               | mars 2020 | Charles Poupon |           |         |
| Les données manquantes sont à compléter. |           |                |           |         |

## Démographie
L'évolution du nombre d'habitants est connue à travers les recensements de la population effectués dans la commune depuis 1793. Pour les communes de moins de 10 000 habitants, une enquête de recensement portant sur toute la population est réalisée tous les cinq ans, les populations de référence des années intermédiaires étant quant à elles estimées par interpolation ou extrapolation. Pour la commune, le premier recensement exhaustif entrant dans le cadre du nouveau dispositif a été réalisé en 2007.

En 2022, la commune comptait 128 habitants, en évolution de −5,19 % par rapport à 2016 (Côte-d'Or : +0,82 %, France hors Mayotte : +2,11 %).
| 1793 | 1800 | 1806 | 1821 | 1831 | 1836 | 1841 | 1846 | 1851 |
| ---- | ---- | ---- | ---- | ---- | ---- | ---- | ---- | ---- |
| 214  | 195  | 201  | 209  | 231  | 208  | 211  | 228  | 232  |

| 1856 | 1861 | 1866 | 1872 | 1876 | 1881 | 1886 | 1891 | 1896 |
| ---- | ---- | ---- | ---- | ---- | ---- | ---- | ---- | ---- |
| 217  | 187  | 189  | 152  | 147  | 132  | 127  | 121  | 121  |

| 1901 | 1906 | 1911 | 1921 | 1926 | 1931 | 1936 | 1946 | 1954 |
| ---- | ---- | ---- | ---- | ---- | ---- | ---- | ---- | ---- |
| 132  | 135  | 114  | 107  | 97   | 87   | 89   | 102  | 114  |

| 1962 | 1968 | 1975 | 1982 | 1990 | 1999 | 2006 | 2007 | 2012 |
| ---- | ---- | ---- | ---- | ---- | ---- | ---- | ---- | ---- |
| 102  | 147  | 187  | 160  | 152  | 171  | 156  | 154  | 140  |

| 2017 | 2022 | - | - | - | - | - | - | - |
| ---- | ---- | - | - | - | - | - | - | - |
| 135  | 128  | - | - | - | - | - | - | - |

## Lieux et monuments

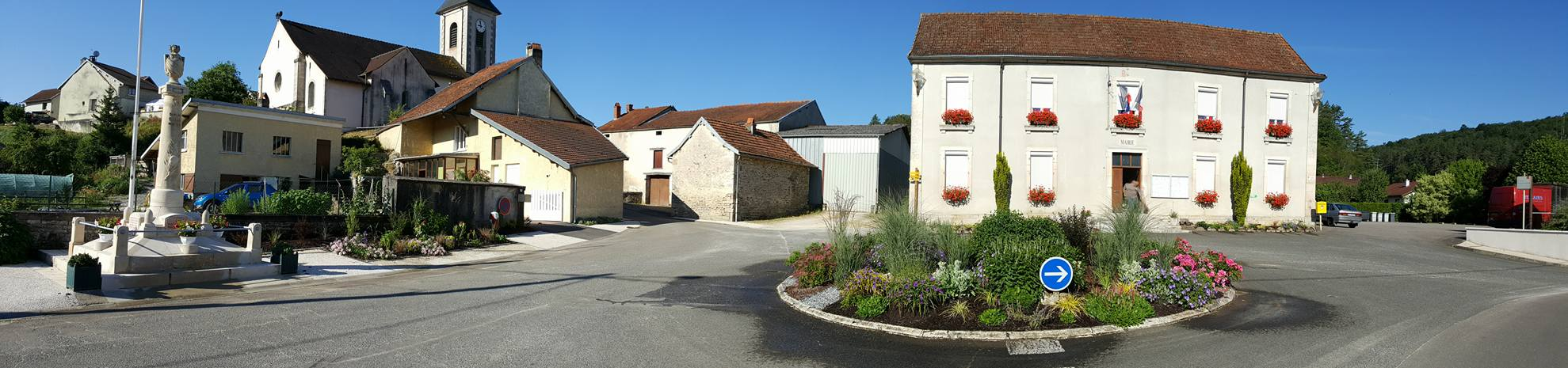
Vue panoramique de la Place de la Mairie.
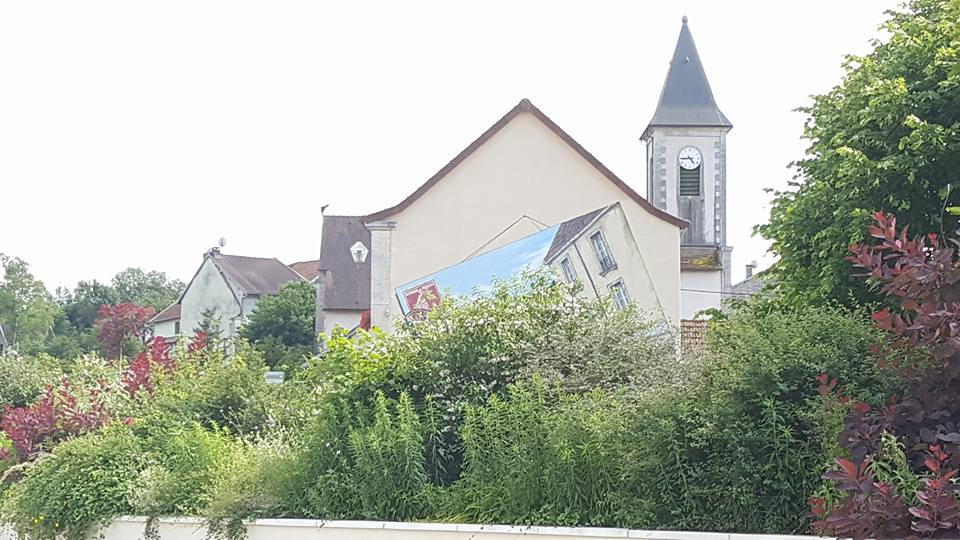
La mairie et l'Église Saint Rémi.
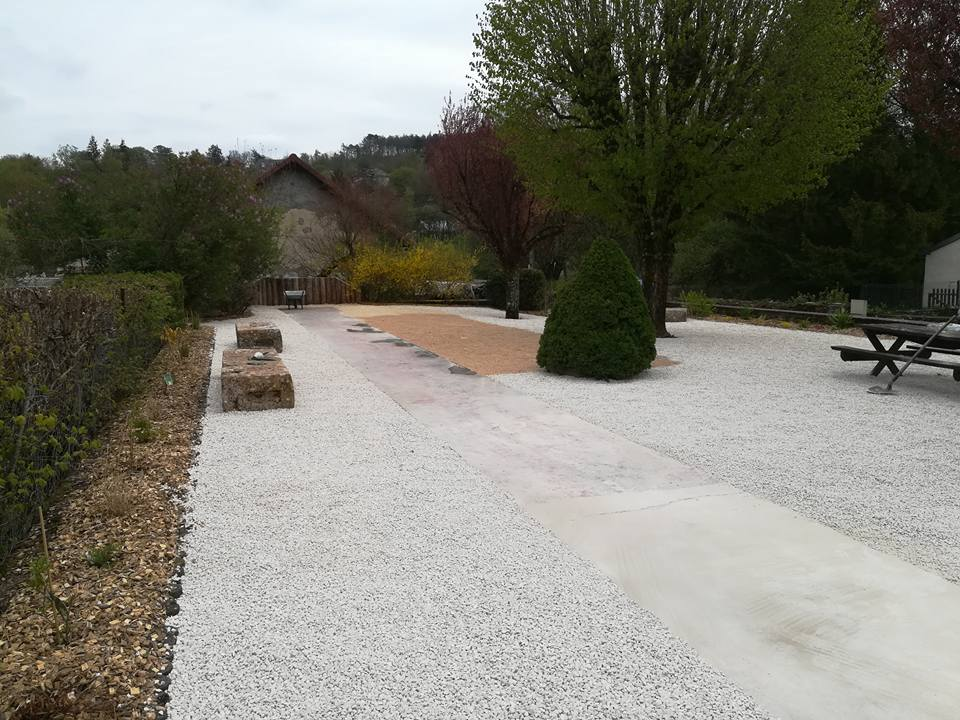
Square de la liberté.
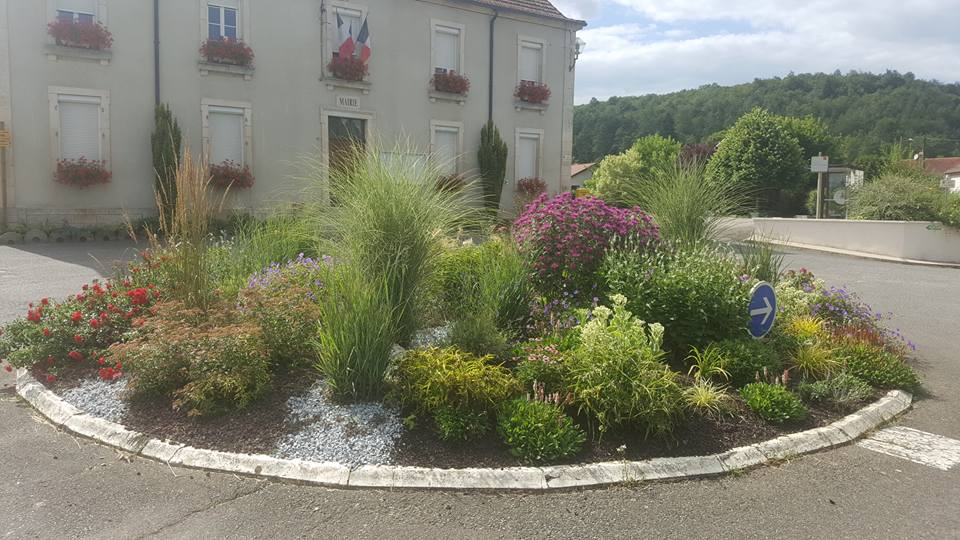
La Place de la Mairie.
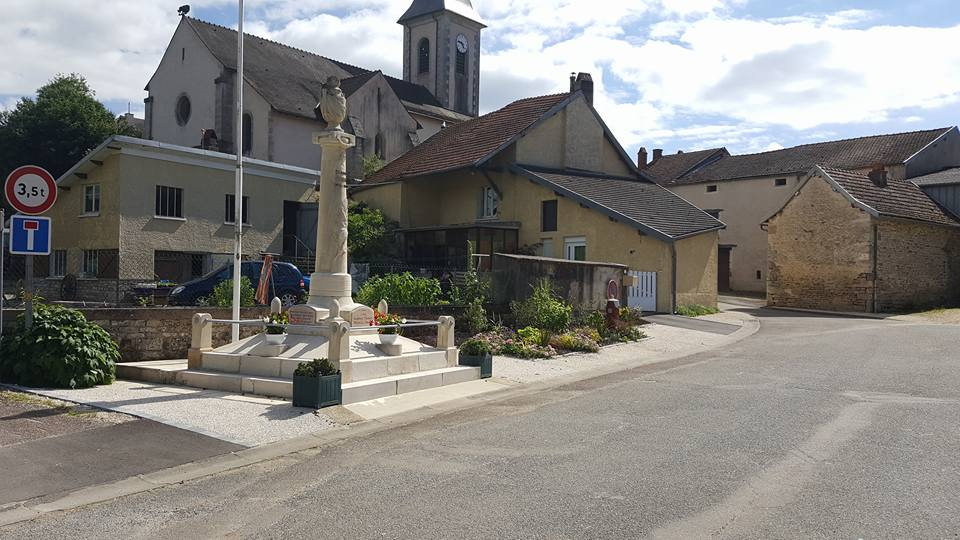
Le Monument aux morts avec l'Église Saint Rémi en arrière-plan.
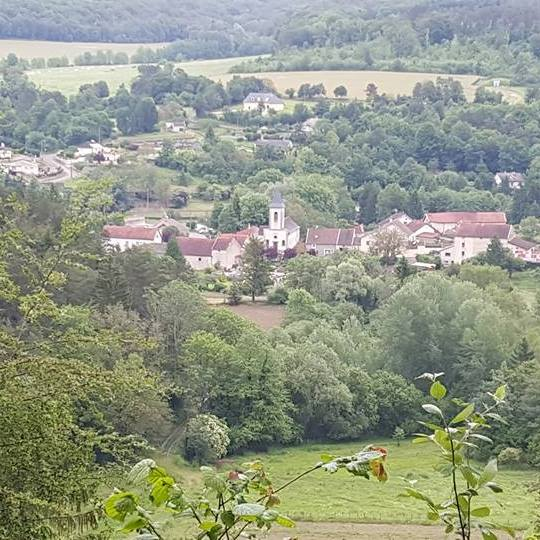
Vue du village depuis « Le Cirque ».
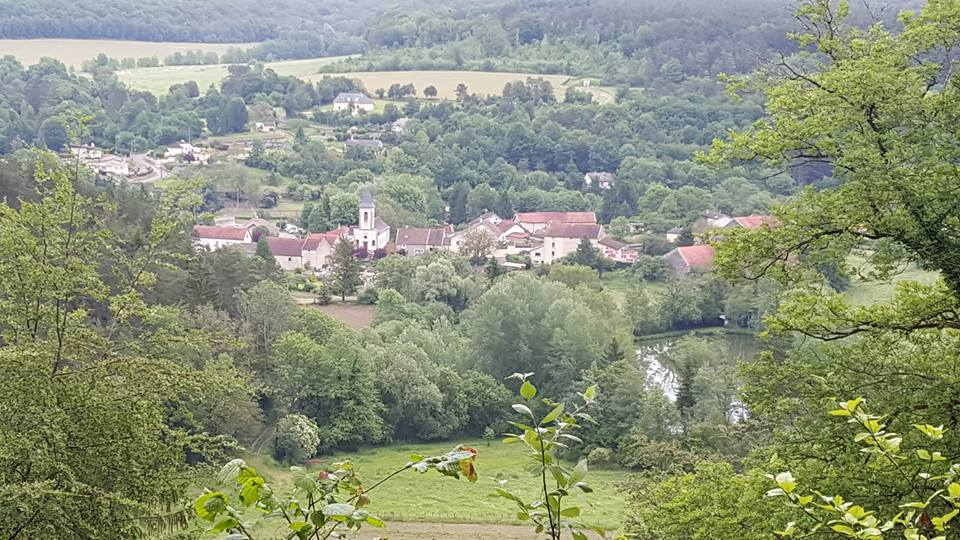
Vue du village depuis « Le Cirque ».
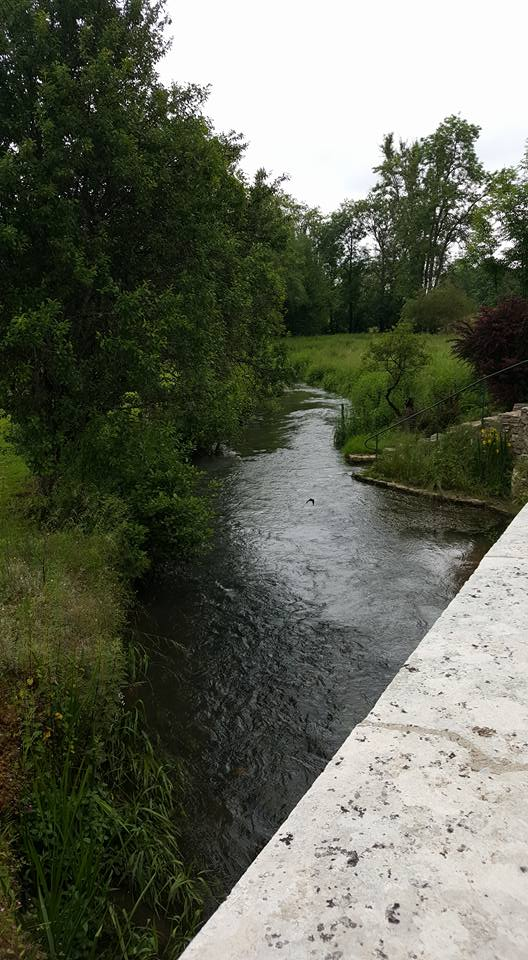
La Venelle.
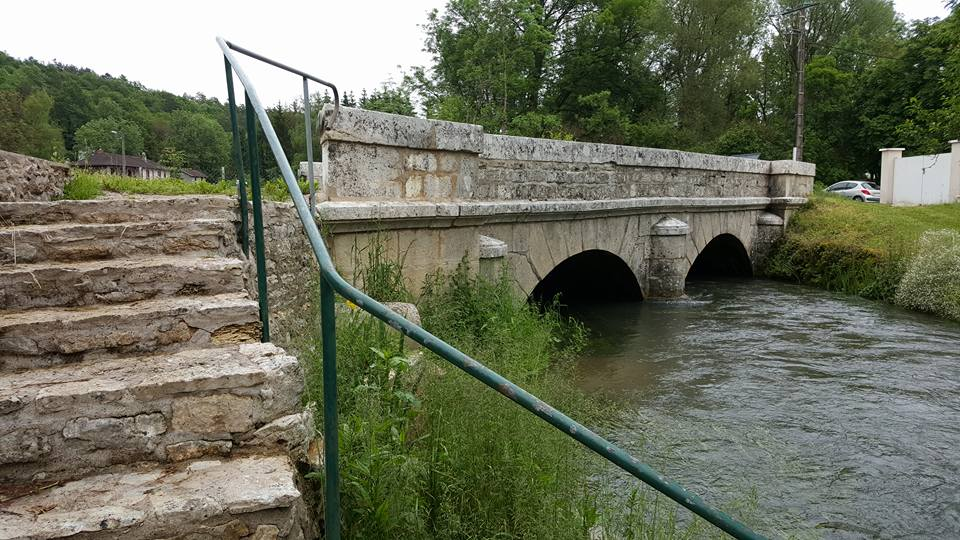
Le pont sur la Venelle.
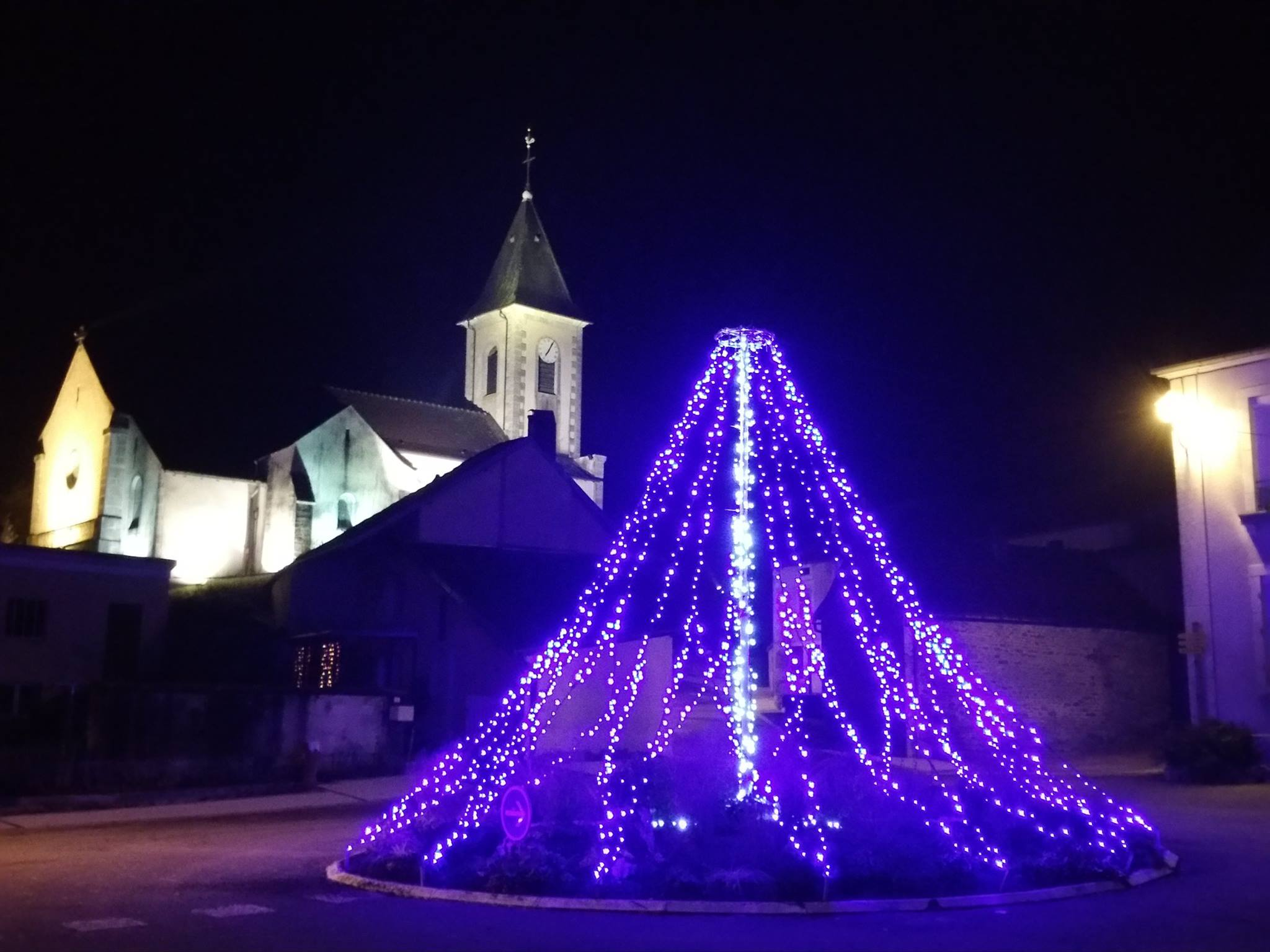
Illuminations de Noël.
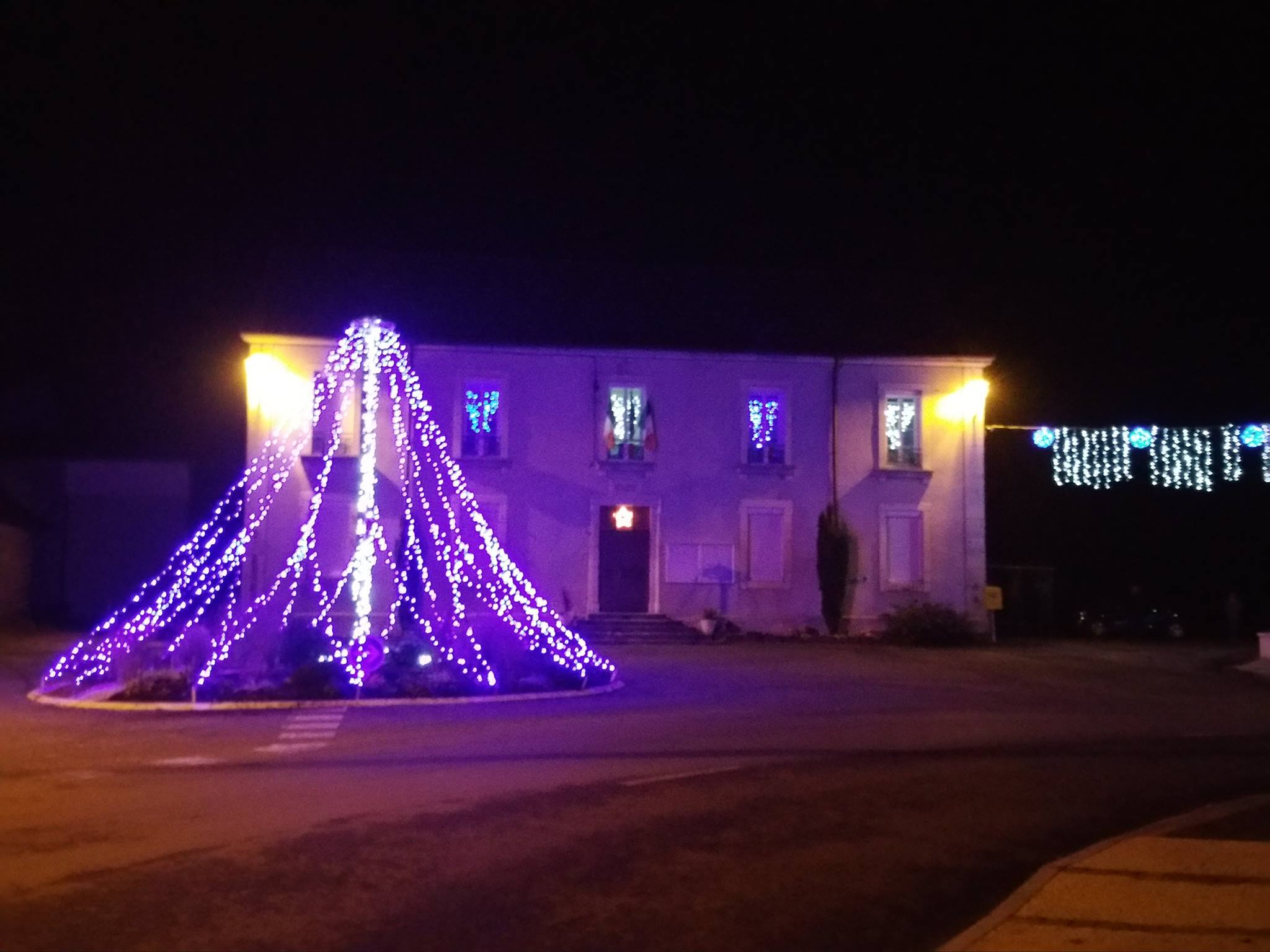
Illuminations de Noël.

Village fleuri : une fleur.

## Environnement
La commune de Foncegrive est entourée de la forêt de Marey, de la forêt de Cussey et de la Forêt de Chamberceau. Cet ensemble forestier est inscrit comme Zone naturelle d'intérêt écologique, faunistique et floristique de type II.

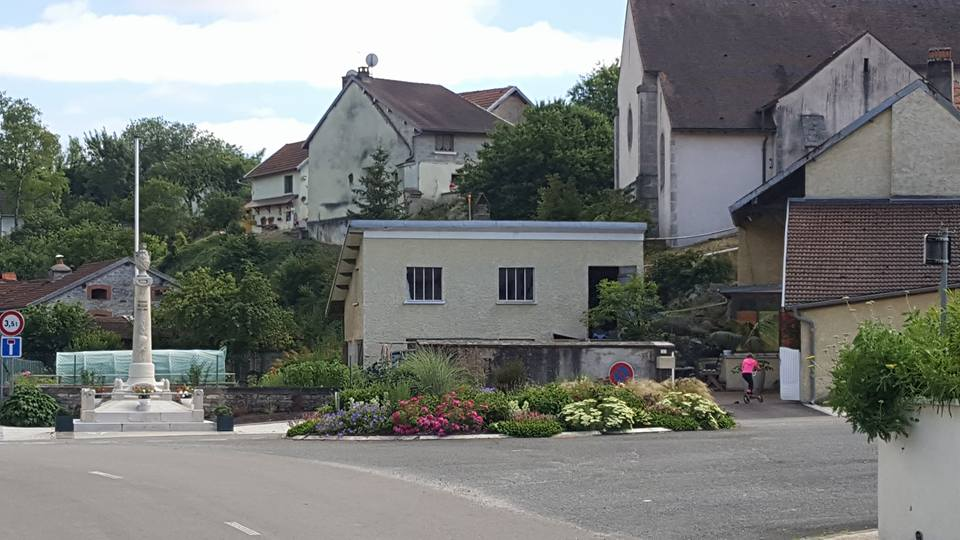

La vallée de la Vennelle est classée ZNIEFF de type I.
La rivière la Venelle la traversant.
Une magnifique vue du « cirque ».

## Polémique sur l'implantation d'un dépôt d'explosifs
En 2010, la société ECE a déposé projet de stockage d'explosifs sur le territoire de la commune, en milieu boisé, Ce projet soulève une vive opposition des habitants et des associations. L'implantation de ce dépôt, classé SEVESO II, aggravant le risque de feu de forêt, crée une menace sur le patrimoine naturel de la commune. L'enquête publique conduite en 2010 a conclu en l'insuffisance des études menées,.